# René Schwall
René Schwall (Kiel, 29 de janeiro de 1971) é um velejador alemão, medalhista olímpico. Ele competiu nos Jogos Olímpicos de Verão de 2000 na classe Tornado e conquistou a medalha de bronze, ao lado de Roland Gäbler.
René iniciou sua carreira de velejador junto com seu irmão Oliver. Os irmãos conquistaram a medalha de bronze no Campeonato Mundial de 1991 na classe Tornado. Em 1992 os dois receberam a prata atrás dos australianos Mitch Booth e John Forbes, e em 1993 conquistaram o título à frente dos australianos. René Schwall é doutor em medicina e possui consultório próprio em Altenholz.